# Udin boršt
Udin boršt je ena najstarejših ledeniških teras v Ljubljanski kotlini. To je celovit, od okolice razločno omejen gozdni kompleks. V gozdu prevladuje rdeči bor, med listavci pa hrast graden, beli gaber in bukev. Je botanična, površinska in podzemeljska geomorfološka naravna vrednota. Udin boršt je najbolj izrazit konglomeratni kras v Sloveniji. Danes ima status krajinskega parka.

## Obseg
Zavzema skoraj ves prostor med cestama Kranj - Golnik na vzhodu in staro cesto Kranj - Tržič na zahodu ter med novo avtocesto na jugu (oziroma bolje: staro cesto med Polico in Kokrico), severno stran pa zapira Kriška in Zaloška gora, oziroma jo razmejuje spet cesta Golnik - Križe.

## Nastanek
Udin boršt je z gozdom poraščena, neposeljena terasa, zgrajena pretežno iz nekdanjega rečnega proda oz. konglomerata. Starost konglomerata je na območju Arneševe luknje določena na 1,86 milijona let. Terasa je nagnjena, višina njenega površja upada od severa proti jugu. Zaradi tektonskega dvigovanja je ta naklon večji, kot bi pričakovali zgolj pri rečnih naplavinah. V konglomeratu prevladujejo karbonatne kamnine, bolj redki pa so prodniki drugih kamnin. Prodniki iz apnenca in kalcitno vezivo konglomerata so podvrženi delovanju meteorne vode. Intenzivno zakrasevanje sega večinoma v medledene dobe, ko so bile v toplejšem podnebju in ob večji količini padavin apnenčeve terasne naplavine ugodna podlaga za razvoj krasa. V teh dobah so se razvijale različne kraške oblike: vrtače, kraške jame, ponori, kraški izviri. Izdatnost izvirov niha, vendar nikoli ne presahnejo, saj pod konglomeratom leži neprepustna oligocenska glina - oz. lapornati glinavec, imenovan sivica. Konglomerat, ki sestavlja terase, je debel tudi več kot 50 m. Na površju konglomerathih predelov torej ni tekoče vode. Ta prenika skozi zgornjo plast, ko naleti na plast sivice, pa teče proti jugu. V zahodnih in južnih predelih Udin boršta je več izvirov, potoki tečejo iz kraških jam, ki so dolge tudi več kot 500 m. V vzhodnem delu Udin boršta pa potoki tečejo v glavnem po površju.

## Ime Udin boršt
Udin boršt izhaja iz imena Vojvodin boršt. Obstajata pa dve različici, za katerega vojvodo bi šlo: Ali za Vojvodov oziroma Vojvodin grad, ki so ga v Spodnjih Dupljah zgradili dupljanski vitezi in stoji še danes lepo obnovljen, ali za avstrijskega nadvojvodo Karla, ki je hodil po teh krajih v 16. stoletju. Bolj verjetna se zdi prva možnost, ker v starem katastru velja za to območje Vojvodin boršt.

## Krajinski park
Skupščini občin Kranj in Tržič sta leta 1981 ”zaradi izredno velikega pomena delavskega revolucionarnega gibanja in NOB v Udinem borštu in na njegovih obronkih sprejeli pobudo Zveze združenj borcev NOV o spominski ureditvi tega območja – z namenom, da se ustrezno uredi in zaščiti, tako da bi ostal trajen spomin na grozote vojne ter na številna junaštva in tragedije borcev za osvoboditev”. Spominski park Udin boršt je zavarovan od leta 1985 za zgodovinski in kulturni spomenik z občinskim odlokom nekdanje občine Kranj. 
Ne glede na politično konotacijo prvotne pobude ima območje na površini 1725 ha danes status krajinskega parka – in to povsem upravičeno, saj se odlikuje s celo vrsto dragocenosti naravne in kulturne dediščine.
Za spominski park kot celoto velja varstveni režim, ki zagotavlja ohranitev gozdne in kulturne krajine, lastnikom zemljišč pa omogoča gospodarjenje z gozdovi in kmetijskimi  obdelovalnimi površinami. V parku je prepovedano vnašanje neavtohtonih rastlin in živali,  gradnja počitniških hišic in drugih komunalnih posegov, postavljanje ograj, ustvarjanje hrupa nad 45 dB itd.

### Geomorfološke znamenitosti
Geomorfološke posebne znamenitosti, ki so razglašene za naravne spomenike - 6 jam; 
- Arneševa luknja (tudi Arneževa luknja) - jamo je poznal že Valvasor in jo je v svoji Slavi Vojvodine Kranjske imenoval Felsen - Grotte bei Duplach (1689). To je največja in najbolj znana jama v Udin borštu. Iz jame izteka studenec, ki ga domačini že od nekdaj uporabljajo za pitno vodo. Znotraj je razsežna dvorana, ob suši pa je možno prodreti v vodoravni smeri 800 metrov globoko.
- Velika Lebinica - trajna vodna jama z rezervoarjem vode v vhodnem delu jame, uradno dolga 400 m, dejansko pa daljša od Arneševe luknje.
- Dopulnek (tudi jama v Zadragi ali Dupulnik) je lepo zasigana izvirna kraška jama, krasijo jo številni beli kapniki, ki so zaradi težkega dostopa v glavnini nepoškodovani.
- Zijalka (tudi Arneževa zijalka)
- Arhovo ali Dacarjevo brezno je kraško brezno.
- Hišarjevo brezno je kraško brezno z 1,5 m širokim vhodom.

Ostale jame:
- Arhova luknja pod Dacarjevim breznom
- Jama Pekel pri Klemenčevem Gradišču
- Mala Lebinica

Sredi Udinega boršta teče po skromni dolini Želinski potok. V povirnem delu se z miniaturnimi meandri prebija skozi goščavo. V spodnjem toku pa so lovci in ribiči zgradili manjši jez, tako da je nastalo dvojno jezero kot rezervat za vodne in obvodne živali.

### Dendrološke znamenitosti
Poleg geomorfoloških znamenitosti se nahajajo v parku  dendrološke naravne znamenitosti;
- Drevesa rdečega bora,
- Skupina hrastov ob cesti Novaki–Senično,
- Gozdni rezervat Kriva jelka.

### Ostanki fortifikacij
Ob robu gozda se nahajajo ostanki starih fortifikacij; 
- Gradišče na Štuclju nad Pivko,
- Arhovo gradišče nad Zgornjimi Dupljami,
- Klemenčevo gradišče pri Letenicah pod Golnikom.

### Obeležja NOB
Iz obdobja druge svetovne vojne je v gozdu označenih več krajev kjer so se zadrževali partizani, saj je bil Udin boršt med NOB pomembno žarišče partizanstva na Gorenjskem, o čemer priča 12 spomenikov, obeležij in spominskih plošč, npr.;
- Sleme pri Seničnem,
- grobišče borcev Kokrškega odreda v Strahinju,
- Težičev hrib

### Kulturni spomeniki
Tudi nekaj umetnostnih in etnoloških kulturnih spomenikov je v kraju Spodnje Duplje in sicer;
- Vojvodski gradič, barokiziran renesančni dvorec z ohranjenimi arhitekturnimi elementi iz 16. do 18. stoletja,
- Lesena pritlična stanovanjska stavba Vogvarjeva hiša je več kot 200 let stara lesena stavba s črno kuhinjo in čevljarsko delavnico.
- Baročni kmečki dvorec z bogato arhitekturno poslikavo in freskami.